# Блаунт, Гертруда
Гертруда Куртене, маркиза Эксетер, урождённая Блаунт (англ. Gertrude Courtenay, Marchioness of Exeter, née Blount; ок. 1504—1558) — английская аристократка, фрейлина при дворе Тюдоров, близкая подруга королевы Екатерины Арагонской и её дочери, королевы Марии I Тюдор.
В 1519 году Гертруда стала женой Генри Куртене, графа Девона (с 1525 года — маркиза Эксетера), двоюродного брата короля Генриха VIII. Как и её муж, она пользовалась благосклонностью монаршей четы, но когда Генрих решил развестись с Екатериной, Гертруда была среди тех, кто поддержал отвергнутую королеву и её дочь принцессу Марию. В ходе противостояния придворных фракций, усиливавшегося вследствие религиозных реформ в Англии, в 1538 году маркиз Эксетер оказался замешан в заговоре против короля, обвинён в государственной измене и казнён. Гертруда, как соучастница, некоторое время провела в заключении в Тауэре. После восшествия на престол дочери Генриха VIII и Екатерины, Марии I, маркиза Эксетер была реабилитирована и вернулась ко двору как особо приближённая фрейлина королевы, однако её попытки сосватать Марию за своего сына Эдварда Куртене остались безуспешными. Королева вышла замуж за принца Филиппа Испанского, а Эдвард Куртене умер в изгнании в 1556 году. Гертруда скончалась осенью 1558 года, незадолго до смерти королевы Марии.

## Биография

### Семья и жизнь при дворе
Гертруда была дочерью Уильяма Блаунта, 4-го барона Маунтжоя, и его первой жены Элизабет Сэй. Точная дата её рождения неизвестна, но она, вероятно, родилась около 1504 года и была старшей из всех детей Блаунта. Её родители поженились в 1497 году, и Элизабет Сэй умерла незадолго до 21 июля 1506 года, а Маунтжой до конца июля 1509 года женился на Инес де Венегас, фрейлине из окружения королевы Екатерины Арагонской. Его второй брак был бездетным, и после смерти Инес он снова женился около 1515 года — на Элис Кебл, и у Гертруды появились единокровные брат и сестра — Чарльз и Кэтрин. От четвёртого и последнего брака её отца с Дороти Грей у Гертруды были единокровные сёстры Дороти и Мэри и брат Джон.

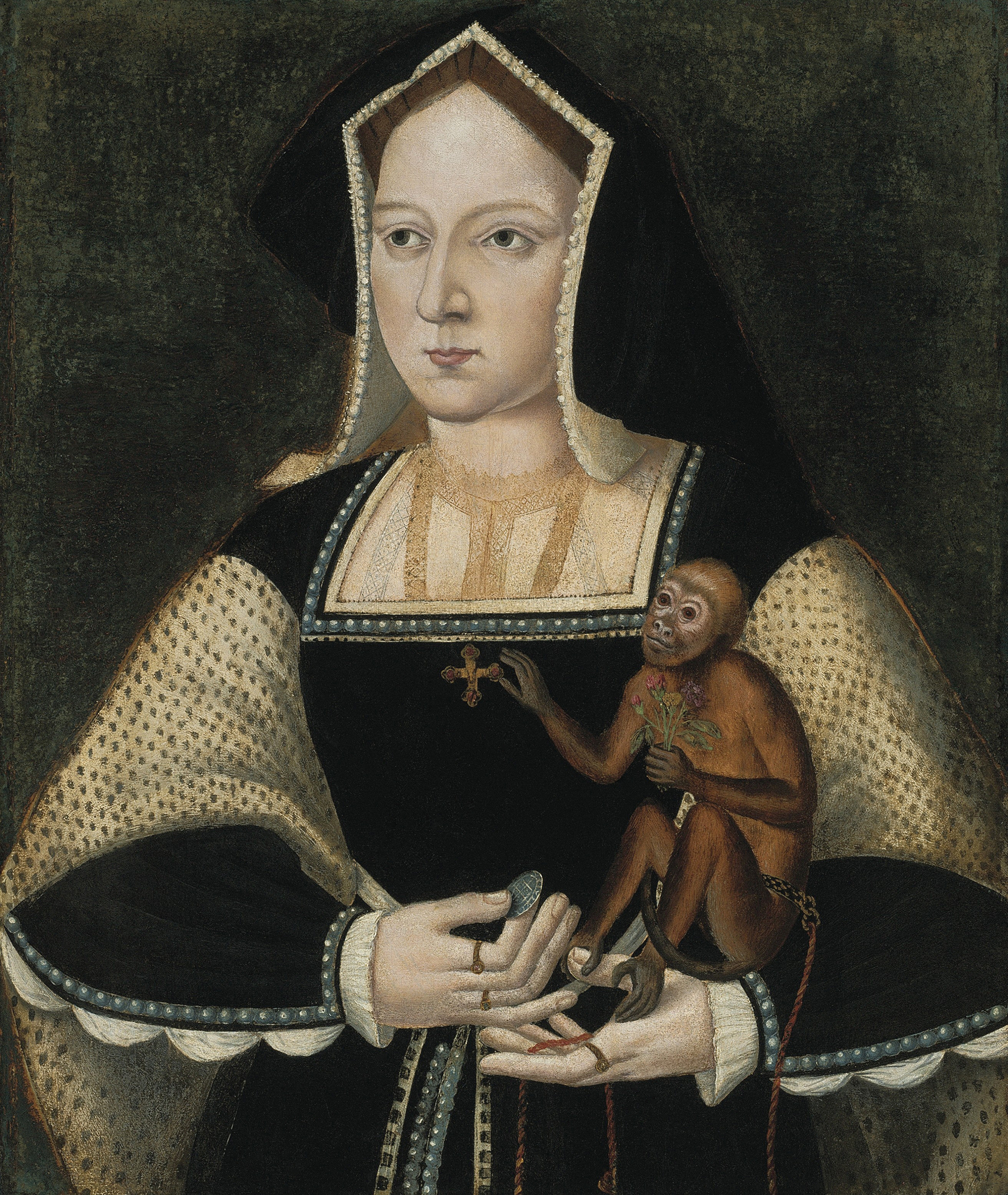
Королева Екатерина Арагонская, портрет работы Лукаса Хоренбота, ок. 1525 года

Отец Гертруды происходил из старинного и богатого рода и слыл одним из самых учёных дворян тюдоровской эпохи. Он получил образование в Париже, и его учителем, а впоследствии близким другом стал прославленный гуманист Эразм Роттердамский. Мать Гертруды, Элизабет Сэй, была дочерью и сонаследницей сэра Уильяма Сэя. С 1512 года барон Маунтжой служил камергером королевы Екатерины, оставаясь в этой должности почти до конца жизни. Ещё раньше, в 1499 году, Генрих VII при содействии королевы Елизаветы Йоркской нанял Маунтжоя наставником для юного принца Генриха, и с той поры он и его семья неизменно пользовались благосклонностью Тюдоров. Гертруда впоследствии стала одной из фрейлин в свите королевы Екатерины Арагонской, однако дата её назначения неизвестна.
25 октября 1519 года Гертруда была выдана замуж за Генри Куртене, графа Девона, двоюродного брата и близкого друга короля Генриха VIII. Граф Девон воспитывался вместе с королём, тот его очень любил и высоко ценил. Этим выгодным браком Генрих, вероятно, желал вознаградить семью Блаунтов, поскольку всего за несколько месяцев до этого события дальняя родственница Гертруды, любовница короля Элизабет Блаунт, родила ему сына Генри Фицроя. Хотя для Екатерины Арагонской рождение этого внебрачного ребёнка стало ударом, отношения с Блаунтами у неё, похоже, остались хорошими, так как Гертруда была её другом и доверенным лицом.
Вхожие в ближний круг короля и королевы, супруги Куртене регулярно принимали участие в заметных мероприятиях. Так, в 1520 году Гертруда была при королеве Екатерине на Поле золотой парчи — переговорах короля Франции Франциска I и короля Англии Генриха VIII, сопровождавшихся многочисленными пирами, маскарадами, турнирами и прочими увеселениями. В марте 1522 года Гертруда была выбрана для участия в аллегорическом представлении Château Vert («Зелёный Замок»), продемонстрированном для послов императора Карла V в Йорк-плейс, дворце кардинала Томаса Уолси. Роли обитательниц Зелёного Замка сыграли восемь придворных дам, олицетворявших добродетели, присущие идеальной женщине. Их возглавляла первая красавица королевства — Мария Тюдор, младшая сестра короля, символично исполнившая роль Красоты. За ней следовала Честь (Гертруда Куртене), а затем — Стойкость (Анна Болейн), Доброта (Мэри Болейн), Постоянство (Джейн Паркер), Щедрость, Милосердие и Сострадание. Зелёный Замок был осаждён, но король и его доблестные рыцари спасли живших в замке девушек, которым угрожали зло и пороки, и затем начались танцы.
В 1525 году произошло ещё одно значимое событие для четы Куртене: Генрих VIII пожаловал своему двоюродному брату титул маркиза Эксетера. На пышной церемонии, состоявшейся 18 июня, король провозгласил своего внебрачного сына Генри Фицроя герцогом Ричмондом и Сомерсетом, а также присвоил титулы ещё нескольким придворным, в том числе и своему двоюродному брату. В придачу новый маркиз Эксетер получил пост в Тайных покоях и ещё несколько выгодных назначений. Он по-прежнему оставался одним из любимейших придворных короля, а Гертруда неизменно была при королеве Екатерине и пользовалась её благосклонным расположением. Благодаря щедрым королевским пожалованиям новых земель, фамильные владения Куртене в Девоне увеличились; имена маркиза и маркизы Эксетер регулярно появлялись в списках тех, кто получал новогодние подарки от короля. В 1526 году у Эксетеров родился сын и наследник Эдвард; их первенец Генри умер в младенчестве.

### Великое дело короля и принцесса Мария

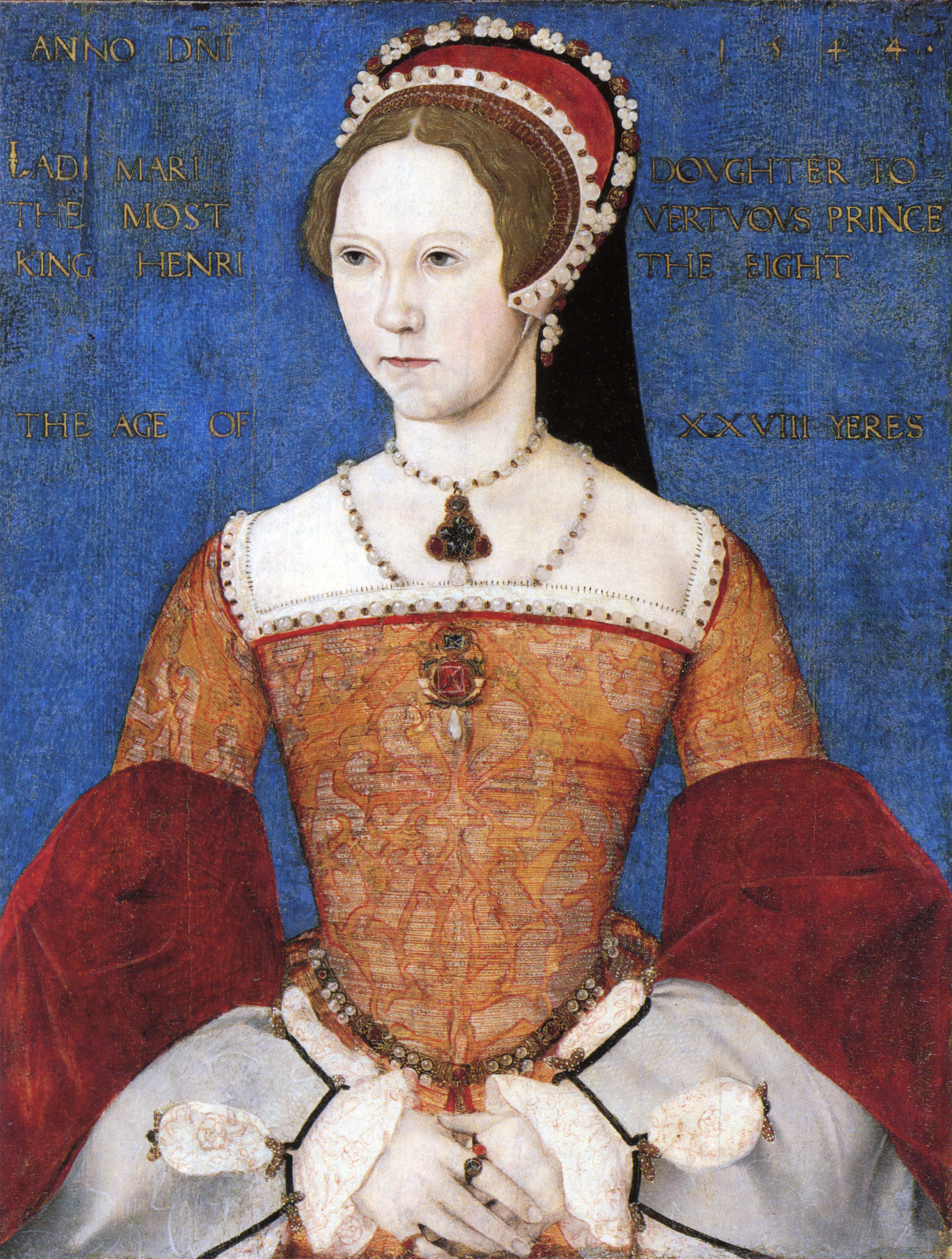
Принцесса Мария Тюдор, дочь Генриха VIII и Екатерины Арагонской. Портрет работы мастера Джона, 1544 год. Из коллекции Национальной портретной галереи в Лондоне

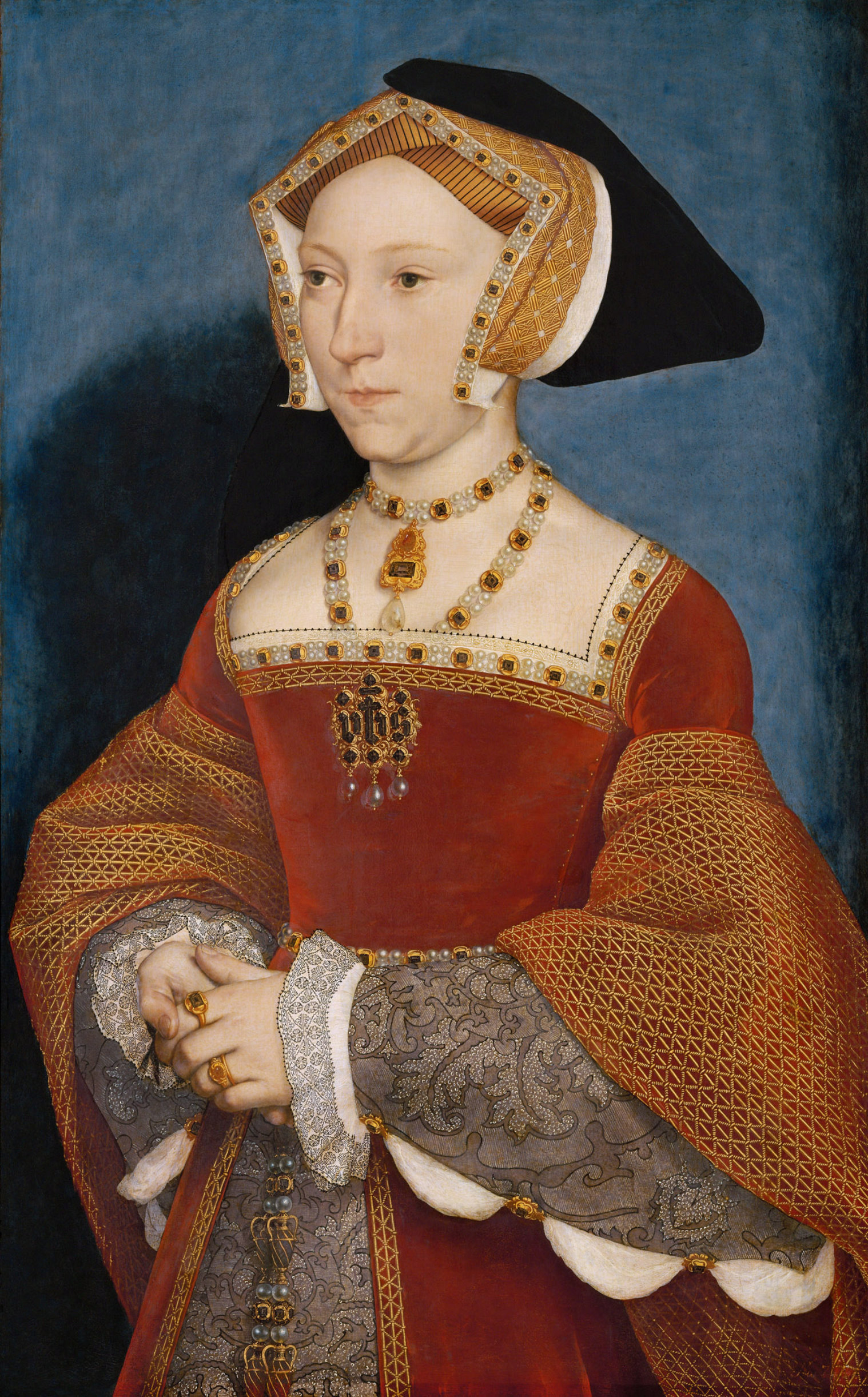
Джейн Сеймур — третья супруга Генриха VIII. Портрет работы Ганса Гольбейна-младшего, ок. 1536 года. Из коллекции Музея истории искусств в Вене

Безоблачные отношения Генриха VIII с семьёй его двоюродного брата стали постепенно ухудшаться с того момента, как король поставил под сомнение законность своего союза с Екатериной Арагонской из-за отсутствия наследников мужского пола. Генрих начал длительный процесс по аннулированию брака, ставший известным как «Великое дело короля», по завершении которого он намеревался жениться на Анне Болейн, надеясь, что у них появятся сыновья. После продолжительных и безрезультатных судебных заседаний и обсуждений дела с папой римским Климентом VII новые советники короля Томас Кромвель и Томас Кранмер предложили Генриху провести ряд реформ, направленных на разрыв с Римом. Кранмер, избранный в 1532 году архиепископом Кентерберийским, весной 1533 года провозгласил первый брак короля недействительным и подтвердил законность его женитьбы на Анне Болейн. При таких условиях принцесса Мария, единственная дочь от брака с Екатериной, становилась незаконнорождённой и лишалась прав на трон, что было отражено в акте о престолонаследии от 1533 года.
Далеко не все придворные восприняли случившееся с энтузиазмом. Такие влиятельные семейства как Стаффорды, Невиллы, Поулы и Куртене были среди противников церковных реформ и новой жены короля. Сложившаяся ещё при правлении Генриха VII так называемая Арагонская фракция, куда негласно входили представители этих семейств, которые были друзьями опальной королевы, и на сей раз выступила на стороне Екатерины Арагонской и принцессы Марии. И хотя маркиз поначалу подписал петицию английской знати к папе с просьбой аннулировать королевский брак, супруги Эксетер сочувствовали королеве и оставались приверженцами католического вероисповедания.
В конце 1520-х годов многие консерваторы-католики, среди которых были Томас Мор, графиня Солсбери и Гертруда, особенно заинтересовались пророчествами некой Элизабет Бартон, прозванной Монахиней из Кента. Бартон предсказывала, что Генрих перестанет быть королём и непременно умрёт, если разведётся с Екатериной. Маркиза Эксетер была убеждена в её правоте и несколько раз встречалась с ней. Однако вопреки всем предсказаниям Генрих всё-таки женился на Анне Болейн, а когда Элизабет Бартон продолжила высказывать свои зловещие пророчества, её обвинили в измене и казнили в апреле 1534 года на Тауэр-Хилл. При расследовании дела Монахини из Кента упоминалось и имя маркизы Эксетер, тем не менее на судьбу последней тогда это никак не повлияло.
Гертруда теперь всячески оказывала поддержку находившейся в изгнании Екатерине, посылая ей подарки, и продолжала переписку с принцессой Марией. Имперский посланник Эсташ Шапюи, также один из самых истовых сторонников Екатерины, в сентябре 1533 года отзывался о Гертруде как о «единственном утешении королевы и принцессы». В отношении же Анны Болейн супруги Эксетер были настроены столь враждебно, что к досаде короля даже не присутствовали на её коронации в июне 1533 года. Однако, когда в сентябре того же года Анна родила дочь Елизавету, Гертруда была выбрана одной из крёстных матерей маленькой принцессы. Такое решение представляло собой попытку Генриха VIII заставить супругов Куртене продемонстрировать верность новому порядку. С крайней неохотой Гертруде пришлось подчиниться, дабы не расстраивать короля. В подарок крестнице она преподнесла три украшенных гравировкой чаши из позолоченного серебра. Помимо Гертруды и её мужа в церемонии крещения Елизаветы приняли участие многие из противников Анны Болейн, и скорее всего их назначение было сделано преднамеренно с целью унизить сторонников Екатерины Арагонской.
После рождения Елизаветы положение принцессы Марии ухудшилось: ей запретили использовать титул принцессы, сократили до минимума штат её прислужников, а её саму отослали в дом Елизаветы. Произошедшее вызвало возмущение у друзей Марии, однако немногие отваживались говорить об этом открыто. Маркиз Эксетер предпочитал молчать, однако Гертруда столь громогласно высказывалась в защиту Екатерины и её дочери, что Генрих пригрозил обоим супругам суровым наказанием. Это заставило Гертруду умерить свой энтузиазм, однако она не прекратила интриговать против Анны Болейн. Установив связь с имперским посланником Эсташем Шапюи, Гертруда изыскала возможность контактировать с королевой Екатериной и принцессой Марией. Кроме того, супруги Эксетер снабжали Шапюи внутренней информацией о личных делах короля и его жены. В начале 1536 года вскоре после смерти Екатерины Арагонской у Анны Болейн произошёл выкидыш. Эксетеры сообщили Шапюи, что Генрих жаловался кому-то из ближайших друзей на свой брак: он считал, что был завлечён с помощью колдовства, и потому его союз с Анной недействителен. Неспособность Анны родить сына стала для короля знаком того, что его брак неугоден Богу, и теперь он мог взять другую жену.
Уже с февраля 1536 года Генрих искал общества Джейн Сеймур, фрейлины из свиты Анны, которой увлёкся ещё в конце 1535 года во время путешествия по королевству. Она отличалась консервативными религиозными взглядами и сочувствовала принцессе Марии. Вокруг Джейн сформировалась группа придворных, которых объединяли ненависть к Анне Болейн и неприятие реформации Церкви Англии. Среди них были не только братья Джейн, Эдвард и Томас, но также родственники и друзья короля — Джеффри Поул, лорд Генри Монтегю, сэр Николас Кэрью и маркиз Эксетер, а вскоре к ним примкнули сэр Фрэнсис Брайан, сэр Энтони Браун и сэр Джон Рассел. Для придворных-консерваторов Джейн была средством для смещения Анны Болейн, восстановления принцессы Марии в линии престолонаследия и, возможно, реставрации католицизма. Опираясь на их поддержку, Гертруда, вместе с Николасом Кэрью, стала покровительствовать Джейн Сеймур и регулярно сообщать Эсташу Шапюи обо всех подробностях королевского романа, отмечая, что любовь Генриха к Джейн возрастала день ото дня.
С помощью главного советника Генриха, реформатора Томаса Кромвеля, в апреле 1536 года неожиданно принявшего сторону консерваторов, против Анны Болейн были выдвинуты обвинения в супружеской и государственной измене, и 2 мая она была арестована и препровождена в Тауэр. Вскоре после суда, на котором её признали виновной, она была обезглавлена, и 30 мая 1536 года Генрих VIII женился на Джейн Сеймур. Казнь королевы Анны возродила чаяния Арагонской фракции на благополучный исход дела принцессы Марии, и маркиза Эксетер продолжала информировать Шапюи о событиях при дворе. Однако через месяц Мария была вынуждена под давлением короля и Кромвеля признать главенство Генриха над Церковью Англии, недействительность его брака с Екатериной Арагонской и собственную незаконнорожденность, и только после этого ей позволили вернуться из изгнания к королевскому двору, где в октябре того же года она была тепло принята королевой Джейн Сеймур.

### Заговор Эксетера

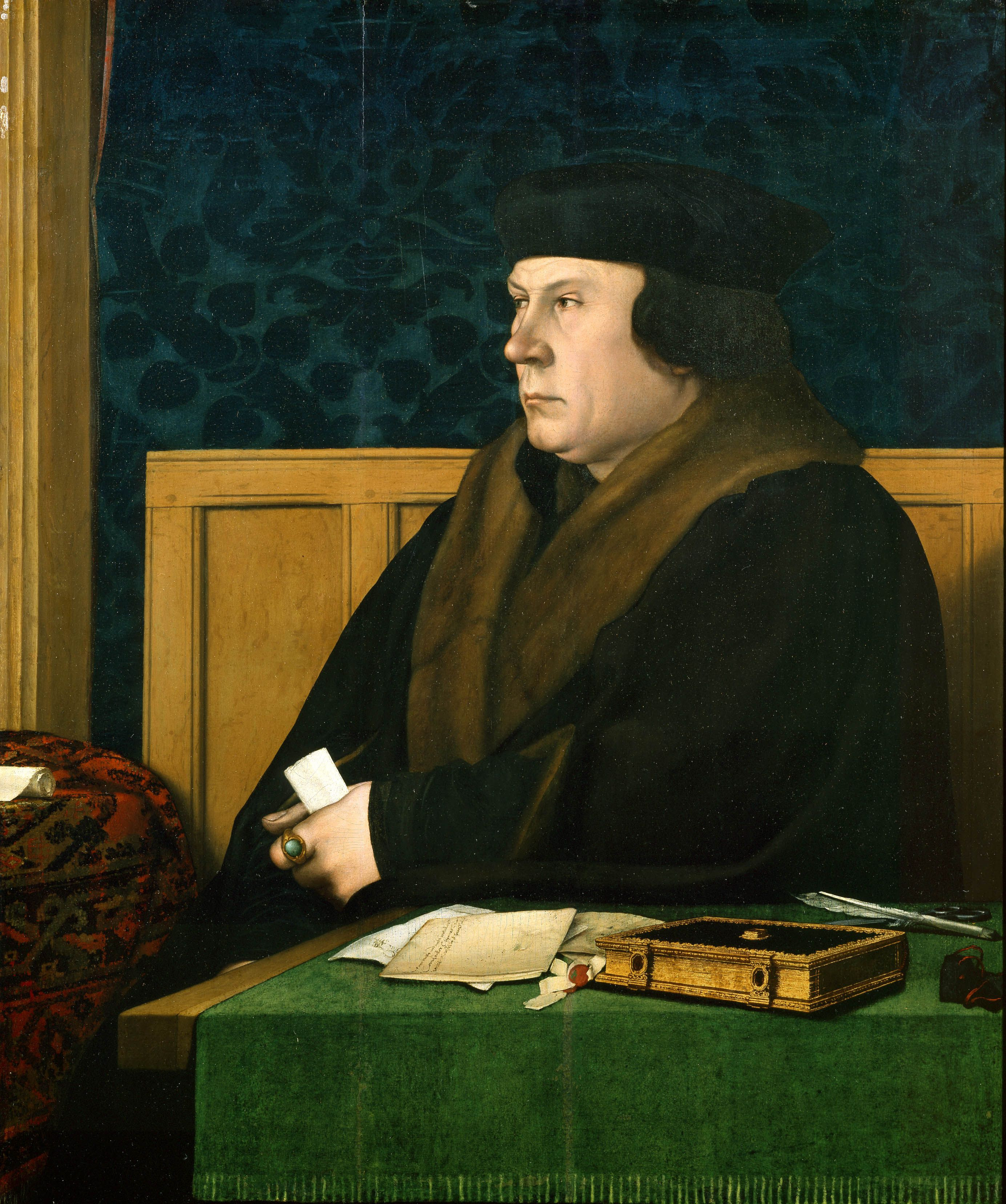
Томас Кромвель. Портрет работы Ганса Гольбейна-младшего, ок. 1532—1533 годов. Из коллекции Генри Фрика, Нью-Йорк

В 1536 году супруги Эксетер ненадолго утратили благосклонность короля. Успешное взаимовыгодное сотрудничество Арагонской фракции с Томасом Кромвелем в деле устранения Анны Болейн завершилось на стадии примирения Генриха VIII с его дочерью, принцессой Марией. Кромвель недвусмысленно дал понять королю, что именно её друзья-консерваторы препятствуют её согласию на требования отца, и вскоре многих сторонников принцессы настигла опала, в том числе и маркиза Эксетера, который был исключён из состава Тайного совета. Осенью того же года король вынудил Эксетера публично проявить лояльность, поставив его в авангард кавалерии, посланной для подавления восстания католиков в северных графствах Англии, что весьма огорчило маркизу Эксетер. Тем не менее к 1537 году супруги Эксетер явно вернули себе доверие и милость монарха. Когда королева Джейн Сеймур в октябре 1537 года родила долгожданного наследника, принца Эдуарда, они были приглашены на крестины. Пышная церемония состоялась 15 октября в новой королевской часовне во дворце Хэмптон-корт, и Гертруда в сопровождении герцога Норфолка и герцога Саффолка несла новорождённого принца к купели. Однако через несколько дней Джейн Сеймур скончалась вследствие родильной горячки, и на некоторых траурных мероприятиях Гертруде пришлось взять на себя часть обязанностей главной скорбящей вместо принцессы Марии, так как та была слишком удручена потерей мачехи.
Тем временем Томас Кромвель не оставлял попыток дискредитировать придворных-консерваторов в глазах короля. После временного затишья, связанного с капитуляцией принцессы Марии, он неоднократно докладывал Генриху о своих подозрениях относительно тех семейств, которые продолжали придерживаться католического вероисповедания и не одобряли раздел церковной собственности. Прежде всего это были семьи Белой розы — родственники короля по линии дома Йорков — Поулы и Куртене, и, по мнению Кромвеля, они могли объединиться с другими консерваторами и выступить против короля. Особая угроза исходила от Реджинальда Поула, жившего в изгнании на континенте и получившего от папы Павла III задание подготовить вторжение в Англию, чтобы свергнуть Генриха и восстановить католицизм. Не последнюю роль сыграла и взаимная антипатия между Кромвелем и маркизом Эксетером. В 1538 году маркиз Эксетер был внезапно арестован по обвинению в государственной измене вместе со своими предполагаемыми сообщниками сэром Эдвардом Невиллом и Генри Поулом, бароном Монтегю. Их обвинили в сговоре с Реджинальдом Поулом, а также в том, что они желали смерти короля и пытались лишить его титула верховного главы Церкви. Компрометирующие сведения Кромвель получил от Джеффри Поула, брата Реджинальда и Генри. Их мать, Маргарет Поул, графиня Солсбери, также была отправлена в Тауэр за соучастие в предполагаемом заговоре, а 5 ноября 1538 года там оказалась и Гертруда вместе со своим двенадцатилетним сыном Эдвардом.
В первую очередь ей вменялась в вину её изменническая переписка с имперским послом Эсташем Шапюи, затем её допрашивали о деятельности её супруга и его окружения. В ходе допросов вновь всплыла связь Гертруды с делом Монахини из Кента, Элизабет Бартон, однако она отрицала, что верила её пророчествам и в письме к королю от 30 ноября 1538 года оправдывалась, ссылалась на слабость, присущую женскому полу. Вероятно, подобным образом Гертруда пыталась защитить свою семью и испросить помилования для своего мужа, однако всё было напрасно. Суд пэров, состоявшийся в Вестминстер-холле 2 и 3 декабря 1538 года, признал маркиза Эксетера, Эдварда Невилла и барона Монтегю виновными по всем пунктам; Эксетер и Невилл были обезглавлены 9 декабря на Тауэр-Хилл, Монтегю — через месяц, 9 января 1539 года. Наконец, 31 декабря 1538 года был арестован ещё один предполагаемый соучастник заговора, сэр Николас Кэрью. Поводом для его задержания послужило найденное у него письмо Гертруды, в котором говорилось о его сообщничестве с маркизом Эксетером. Кэрью также был осуждён за измену и казнён в марте 1539 года. Маркиза Эксетер провела в Тауэре полтора года, в июле 1539 года её имущество было конфисковано короной в соответствии с парламентским актом об измене. Впоследствии Гертруда была помилована; её сын Эдвард оставался в заключении вплоть до 1553 года.

### При дворе королевы Марии

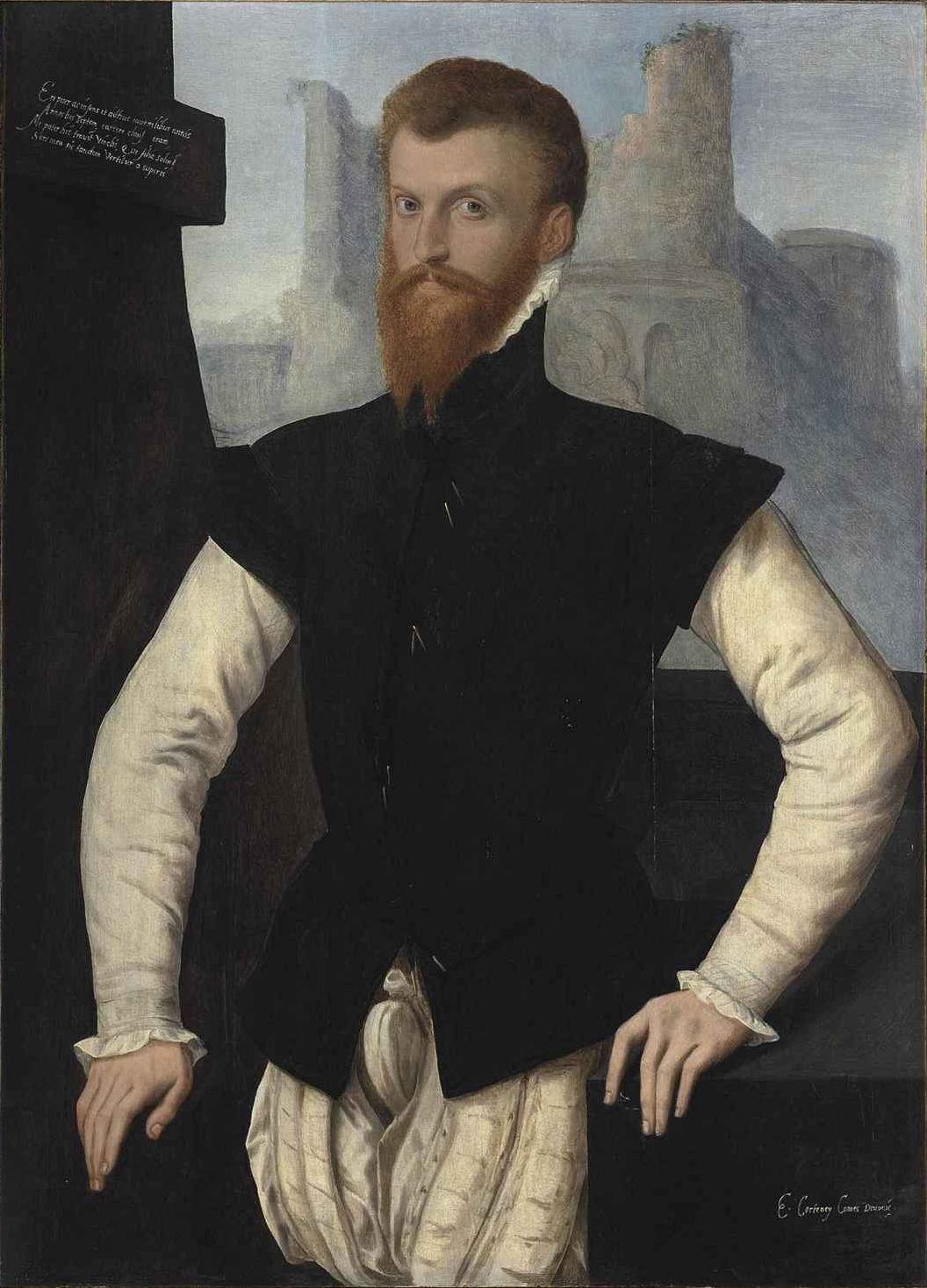
Эдвард Куртене, граф Девон, сын Гертруды Блаунт и Генри Куртене. Портрет работы неизвестного художника английской школы, ок. 1555 года

О годах, прошедших после освобождения Гертруды из Тауэра до восшествия на трон королевы Марии, сведений сохранилось мало. Вероятно, маркиза Эксетер находилась в стеснённых обстоятельствах, поскольку владения Куртене отошли в собственность Короны. Тем не менее принцесса Мария не забыла, какую поддержку ей оказывало семейство Куртене и как они поплатились за защиту её прав на трон. Самой Марии по-прежнему приходилось нелегко как в последние годы правления её отца Генриха VIII, так и при дворе его наследника, ярого протестанта Эдуарда VI, ставшего королём в 1547 году. После смерти Эдуарда в 1553 году Мария едва не стала жертвой интриг регента Джона Дадли, герцога Нортумберленда, попытавшегося в обход Марии сделать королевой леди Джейн Грей. После поражения Нортумберленда и вступления на престол летом 1553 года Мария вызвала Гертруду к королевскому двору, где она стала «спутницей королевы». Вместе с принцессой Елизаветой и герцогиней Норфолк маркиза Эксетер была рядом с новой королевой, когда та с триумфом въезжала в Лондон, чтобы подготовиться к коронации. Близ Тауэра Мария встретила недавно освобождённых из заключения католиков-консерваторов, среди которых были Эдвард Куртене, герцог Норфолк и Стивен Гардинер. Королева остановила шествие, лично поприветствовав каждого из них. Уже тогда близость Гертруды к королеве и степень влияния на неё были весьма существенны. К ней обращались с просьбами походатайствовать перед Марией, чтобы получить помилование или выгодную должность. С помощью Гертруды граф Пембрук помирился с королевой и был назначен членом Тайного совета. И хотя ей не удалось ничего сделать для Нортумберленда, жена которого обратилась к ней, умоляя заступиться за него, по всей видимости при содействии Гертруды Мария сохранила жизнь сообщнику казнённого герцога, Уильяму Парру, маркизу Нортгемптону.
Коронация Марии состоялась 1 октября 1553 года в Вестминстерском аббатстве, и в торжественной процессии маркиза Эксетер занимала одно из почётных мест, следуя за королевой в сопровождении герцогини Норфолк, маркизы Уинчестер и графини Арундел. Вскоре после коронации при дворе начали обсуждать вопрос о замужестве королевы. Самым предпочтительным выбором стал сын маркизы Эксетер, Эдвард Куртене: он был урождённым англичанином, католиком и происходил из древнего рода, связанного родственными узами с королевской семьёй. Многие придворные поддерживали его кандидатуру, однако он главным образом рассчитывал на свою мать, которая была для него главной опорой. Гертруда имела неограниченный доступ к королеве, почти неотлучно находилась в её обществе и порой даже ночевала в её личных покоях, что было знаком высочайшего доверия со стороны монарха. Посол императора Карла V, Симон Ренар, предлагавший в женихи Марии принца Филиппа Испанского, всерьёз опасался, что под влиянием Гертруды королева выйдет замуж за Куртене. Однако вскоре выяснилось, что сама Мария, несмотря на старания Гертруды и возражения подданных, была склонна предпочесть Филиппа. Эдвард Куртене, разочарованный таким поворотом событий, оказался вовлечён в ряд придворных интриг и заговоров, вылившихся в восстание под предводительством сэра Томаса Уайатта, целью которого было свержение Марии и возведение на престол принцессы Елизаветы и Эдварда Куртене в качестве её супруга. Восстание было подавлено, Куртене в феврале 1554 года снова очутился в Тауэре, а Гертруда была отлучена от двора и получила разрешение вернуться только летом 1555 года.
К тому времени, как Гертруда снова появилась при дворе и продолжила свою службу в Тайных покоях, Эдвард Куртене уже был освобождён. Мария позволила ему покинуть королевство, и он отправился на континент с официальным королевским разрешением, однако оставаясь под присмотром тайных агентов Марии. Гертруда и Эдвард Куртене обменивались письмами, и в государственных архивах сохранилось пять писем маркизы к сыну. В них она выражает обеспокоенность о нём и его здоровье, увещевает его избегать греха и дурной компании и упрекает за то, что он редко пишет ей. В последнем письме, датированном ноябрём 1555 года, она сетует на плохое состояние своего здоровья, упоминая о коликах. Менее, чем через год, в сентябре 1556 года Эдвард Куртене скончался при загадочных обстоятельствах в Падуе. Точная дата смерти самой Гертруды неизвестна, но 25 сентября 1558 года она составила завещание, в котором распорядилась, чтобы на её похоронах был спет погребальный гимн, а затем проведена заупокойная служба из тридцати месс; её деньги следовало распределить среди бедняков, чтобы они молились за упокой её души и души её супруга. Подобные католические обряды, возродившиеся при королеве Марии, постепенно исчезли с восшествием на трон Елизаветы I. Вскоре после этого маркиза Эксетер умерла и была похоронена в приходской церкви Уимборн-минстер в Дорсете. Её единственным душеприказчиком стал Энтони Харви, один из старых служащих её мужа.